# Robert Kraiss

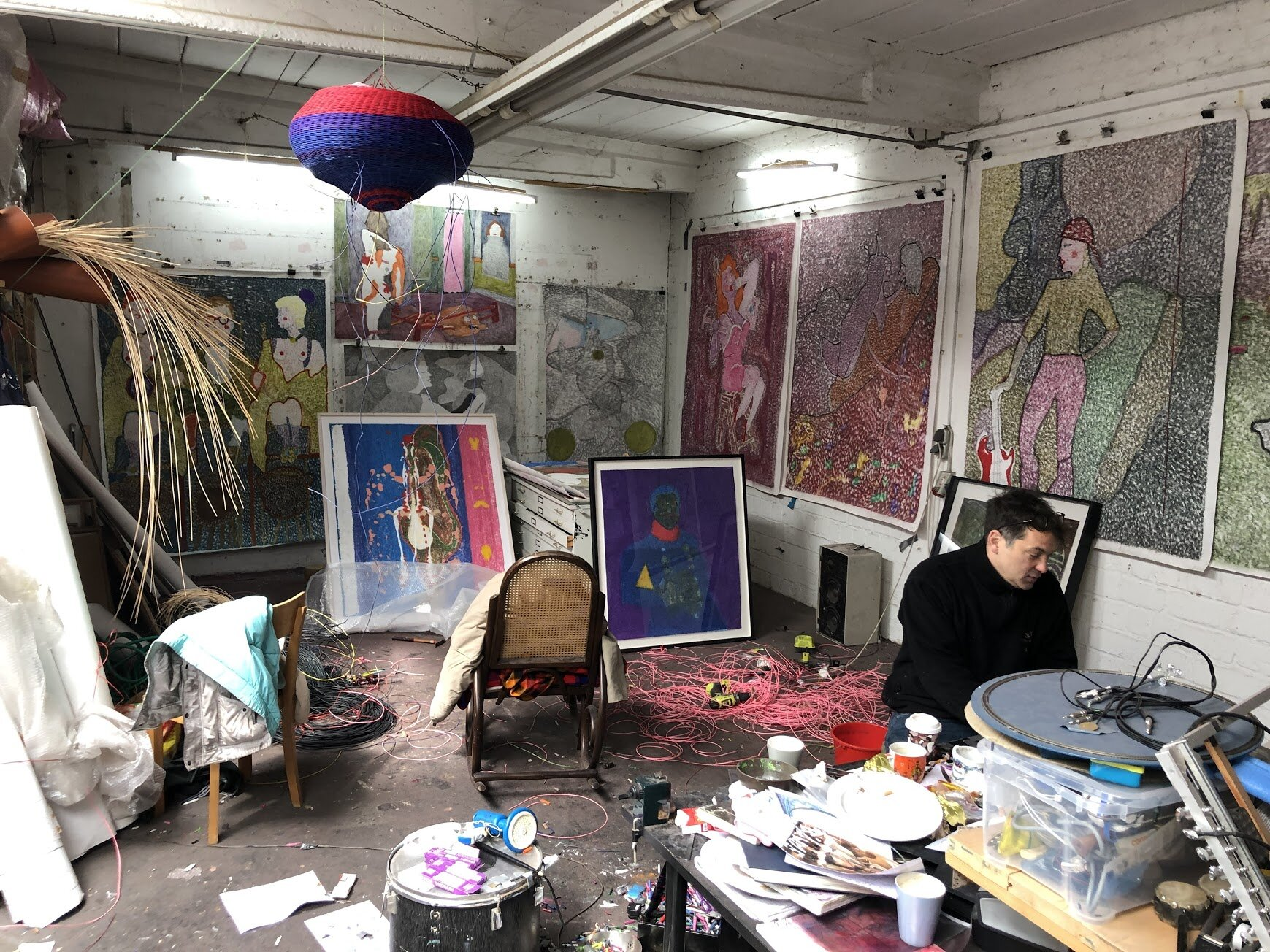
Robert Kraiss Köln 2019

Robert Kraiss (* 1972 in Bonn) ist ein deutscher Zeichner, Bildhauer, Musiker, Schriftsteller, Maler, Ergotherapeut und Hochschullehrer.

## Leben und Werdegang
Seit seinem Abschluss an der Kunstakademie Düsseldorf im Jahr 2006 bei Georg Herold als Meisterschüler und Oswald Wiener, arbeitete Robert Kraiss als Künstler mit dem Schwerpunkt Zeichnung. Erweitert wird seine künstlerische Arbeit durch musikalische Praxis mit seiner Band „Die Bäume“. 2011 folgt die Veröffentlichung seiner ersten Prosa mit „The stinking and the perfumed elephant“. Lehrtätigkeiten führten ihn an die Universität Siegen („Experimentelle Zeichnung/Zeichnung als Königsdisziplin“) und an die Burg Giebichenstein Kunsthochschule Halle als Vertretungsprofessur für Malerei/Glas. Robert Kraiss hat ein Studium der Ergotherapie in Heerlen, Niederlande im Jahr 1997 abgeschlossen. Im September 2020 gründete er eine eigene Praxis in Köln. Robert Kraiss ist verheiratet, hat zwei Kinder und lebt und arbeitet in Köln.

## Künstlerischer Ausdruck
Astrid Bardenheuer (Leiterin der artothek – Raum für junge Kunst in Köln und Vorsitzende des Artothekenverbandes Deutschland e.V.) schreibt: „Weit entfernt von allem, was man üblicher Weise mit Buntstiftzeichnung verbindet, schafft Robert Kraiss verdichtete, fabelhafte Bildwelten. Maschinell verstärkt bearbeitet er den Bildträger beim Farbauftrag bis hin zur beginnenden Zerstörung. Zeichen und Objekte entstehen aus einem schillernden Farbspektrum, das sich Schicht um Schicht zu einem Farbraum verbindet. Die assoziative Einbeziehung von Mythen, Astrologie und Zitaten der Bildenden Kunst öffnen den Weg in eine vordergründig bekannte Bildwelt, nehmen den Betrachter mit und lassen ihn kurz danach auch schon wieder mit vielen Fragen alleine.“
Susanne Burmester (Galeristin aus Rügen) schreibt: „Robert Kraiss spannt seine Buntstifte nicht in den Akkuschrauber, um schneller fertig zu werden. Er sucht nach einem Weg, den Fallen auszuweichen, die sich jedem Künstler stellen. Die Heroisierung des Schöpfertums, die mit dessen Banalisierung einhergeht, die Forderung Kunst käme von Können, die stilistische Schublade, die spricht: Klappe zu, Affe tot. Mit Schnelligkeit überwindet Kraiss diese Zuschreibungen und macht sich frei für Bilder, die zugleich intensiv sind, magisch und schön, wie subjektiv und hässlich.“

## Einzelausstellungen
- 2020 Robert Kraiss, invited by Tobias Hantmann, Berlin
- 2019 French Rubbing Trance Bleeding, Galerie Norbert Arns, Köln
- 2018 Plaisanteries contre le progrès, Galerie Norbert Arns, Köln
- 2017 L.L.Q.O.O.H.L. J, Lungengasse, Köln
- 2016 Das unironischste Rot, Galerie Susanne Burmester, Rügen
- 2015 Diana und Aktaion, Artothek, Köln
- 2011 Baume Mapic, Galerie Desaga, Köln
- 2011 Marquise Dance Hall, Istanbul
- 2009 Cleanth Wiegand Solger, Galerie Desaga, Köln
- 2008 Kunst und Babys, Maxim im Blast, Köln
- 2007 Ich, Zeichengeilo, Galerie Kilchmann, Zürich
- 2007 West LB, Düsseldorf

## Gruppenausstellungen (Auswahl)
- 2022 Works on Paper on Fridges, Harkawik, Manhattan, New York City
- 2022 Weltkunstzimmer, Düsseldorf
- 2022 Edition für Jagla-Ausstellungsraum, Köln
- 2022 Aviator Meise, Kunsthaus Rhenania, Köln
- 2021 FROM MARCH TO MARCH, Galerie Norbert Arns, Köln
- 2020 Biennale Warschau, Warschau, Polen
- 2019 Munch Gäste, Edvard-Munch-Haus, Warnemünde
- 2019 PantaloneonsMühlenGasse, Köln
- 2018 Empty stomach at zero gravity, Galeri Opdahl, Stavanger, Norwegen
- 2017 Your figure in the carpet, Zero Fold, Köln
- 2016 étalage collectif, Mehrwertvitrine Aachen
- 2015 Willkommen in der Lungengasse, Lungengasse, Köln
- 2015 Galerie Susanne Burmester, Rügen
- 2014 Institut für Bienenzucht, Düsseldorf
- 2012 Galerie Desaga, Art Basel Miami
- 2012 Galerie Desaga, Art Cologne
- 2011 The Keno Twins 4, Villa Merkel, Esslingen
- 2008 90°ist hart, Simultanhalle, Köln
- 2007 Der magische Sockel, Isabella Bortolozzi, Berlin
- 2006 The truth tut gut, Montgomery, Berlin
- 2005 Compilation II, Kunsthalle Düsseldorf
- 2004 Bon direct., Bonner Kunstverein

## Konzerte & Performances
- 2018 Die Bäume, Atelier Behrang Karimi, Köln
- 2016 Die Bäume, »Köln ist Kaput«, Beton und Gold, Köln
- 2015 Die Bäume, »Adlib«, Düsseldorf
- 2014 Die Bäume, »The Preparation«, Filmmusik, Film: Stefanie Popp
- 2012 Die Bäume, Single-Club, Düsseldorf
- 2011 Die Bäume, Haymatlos, Istanbul
- 2010 Ylmaz House Band, Bauwagenplatz, Köln
- 2009 Die Bäume, Stuttgarter Filmwinter
- 2008 Ylmaz House Band, Montgomery, Berlin
- 2008 Ylmaz House Band, Villa Merkel, Esslingen
- 2007 Ylmaz House Band, Galerie Kilchmann, Zürich
- 2003 Die Bäume, Neuer Aachener Kunstverein
- 2002 Die Bäume, Mehrwertvitrine, Aachen

## Stipendien
- 2012 Stiftung Kunstfonds Katalogförderung
- 2011 Istanbul Stipendium der Stadt Köln[6]
- 2010 Stiftung Kunstfonds Jahresstipendium
- 2008 Stiftung Kunstfonds Katalogförderung mit MAXIM
- 2007 Förderstipendium des Düsseldorfer Kunstvereins (Kunstverein für die Rheinlande und Westfalen)
- 2004 Stipendium der Freunde der Kunstakademie Düsseldorf